# カードキャプターさくら コンプリート・ボーカル・コレクション
「カードキャプターさくら コンプリート・ボーカル・コレクション」（CARDCAPTOR SAKURA COMPLETE VOCAL COLLECTION）は、CLAMPによる日本の漫画・テレビアニメ『カードキャプターさくら』の4枚組の初回限定生産版ベスト・アルバムである。2001年2月21日にビクターエンタテインメントより発売された。
テレビアニメ『カードキャプターさくら』の主題歌、キャラクターソング、オリジナルバージョンなど曲が完全収録された。

## 豪華6大仕様
1. CLAMP描き下ろし両面Wジャケット
2. 特製マルチケース入り4枚組みCD
3. 完全ディスコグラフィー付き32Pオールカラーブックレット
4. 特製クリアケース
5. 名場面4色ピクチャーレーベル
6. キャラクターブックマーク（しおり）4枚セット附き

## 収録曲目

### Disc1 - さくら編
1. 西風の帰り道 [4:21]
歌：木之本桜（丹下桜）
作詞・作曲・編曲：chihiro
2. Catch You Catch Me（さくらバージョン） [3:43]
歌：木之本桜（丹下桜）
作詞・作曲：広瀬香美、編曲：本間昭光・広瀬香美
3. 春宵情歌（Sweet Lovers Rock Mix） [5:13]
歌：木之本桜（丹下桜）
作詞：松宮恭子、作曲・編曲：根岸貴幸
4. ひとつだけ（Happy Blue Mix） [4:23]
歌：木之本桜（丹下桜）
作詞：西直紀、作曲：楠瀬誠志郎、編曲：河野伸
5. しあわせの魔法 [4:38]
歌：木之本桜（丹下桜）
作詞：大川七瀬、作曲・編曲：根岸貴幸
6. FRUITS CANDY（さくら・知世・ケロ バージョン） [3:39]
歌：木之本桜（丹下桜）・大道寺知世（岩男潤子）・ケルベロス（久川綾）
作詞：横山武、作曲：上田晃司、編曲：保刈久明
7. プリズム [4:39]
歌：木之本桜（丹下桜）
作詞：白峰美津子、作曲・編曲：多田彰文
8. Honey（さくらバージョン） [4:16]
歌：木之本桜（丹下桜）
作詞・作曲・編曲：chihiro
9. ずっとずっとずっと [4:34]
歌：木之本桜（丹下桜）・ケルベロス（久川綾）
作詞：大川七瀬、作曲・編曲：chihiro
10. ありがとう [5:50]
歌：木之本桜（丹下桜）
作詞：西直紀、作曲：依田和夫、編曲：山本光男

### Disc2 - 知世編
1. 夜の歌 [4:14]
歌：大道寺知世（岩男潤子）
作詞：大川七瀬、作曲・編曲：根岸貴幸
2. 歓びのキャロル（Party Strings Mix） [3:23]
歌：大道寺知世（岩男潤子）・友枝小学校コーラス部
作詞：貴三優大、作曲・編曲：根岸貴幸
3. ここに来て [3:01]
歌：大道寺知世（岩男潤子）
作詞：尾上文、作曲・編曲：岸村正実
4. やさしさの種子（Tender Strings Mix） [3:57]
歌：大道寺知世（岩男潤子）・友枝小学校コーラス部
作詞：松本花奈、作曲・編曲：浜口史郎
5. くれゆくひととせ（Moody Strings Mix） [4:11]
歌：大道寺知世（岩男潤子）・友枝小学校コーラス部
作詞：貴三優大、作曲・編曲：根岸貴幸
6. 私だけのムービー☆スター [4:47]
歌：大道寺知世（岩男潤子）
作詞・作曲：貴三優大、編曲：岸村正実
7. 友へ（Peaceful Strings Mix） [4:09]
歌：大道寺知世（岩男潤子）・友枝小学校コーラス部
作詞：松宮恭子、作曲・編曲：浜口史郎
8. あなたといれば [4:36]
歌：木之本桜（丹下桜）・大道寺知世（岩男潤子）
作詞：松宮恭子、作曲・編曲：岩崎文紀
9. 夜の歌（クリスマス・バージョン） [4:12]
歌：大道寺知世（岩男潤子）・友枝小学校コーラス部
作詞：大川七瀬、作曲・編曲：根岸貴幸

### Disc3 - 主題歌編
1. Catch You Catch Me [3:44]
歌：グミ
作詞・作曲：広瀬香美、編曲：本間昭光・広瀬香美
2. Groovy! [4:17]
歌：広瀬香美
作詞・作曲：広瀬香美、編曲：本間昭光・広瀬香美
3. 扉をあけて [4:41]
歌：ANZA
作詞：きくこ、作曲：広瀬香美、編曲：亀田誠治
4. Honey [4:16]
歌：chihiro
作詞・作曲・編曲：chihiro
5. 遠いこの街で [4:59]
歌：皆谷尚美
作詞・作曲：皆谷尚美、編曲：鳥山雄司
6. プラチナ [4:10]
歌：坂本真綾
作詞：岩里祐穂、作曲・編曲：菅野ようこ
7. FRUITS CANDY [3:38]
歌：こじまめぐみ
作詞：横山武、作曲：上田晃司、編曲：保刈久明
8. おかしのうた [3:23]
歌：ケロ&スッピー（久川綾&冬馬由美）
作詞：久川綾、作曲・編曲：根岸貴幸
9. 明日へのメロディー [5:31]
歌：CHAKA
作詞：CHAKA、作曲・編曲：鷺巣詩郎

### Disc4 - キャラクターソング編
1. ヒトリジメ [4:21]
歌：グミ
作詞：日向めぐみ、作曲・編曲：本間昭光
2. 気になるアイツ [4:42]
歌：李小狼（くまいもとこ）
作詞：白峰美津子、作曲・編曲：岸村正実
3. 君がいた景色 [4:42]
歌：木之本桃矢（関智一）
作詞：貴三優大、作曲・編曲：根岸貴幸
4. いっしょにうたお [4:44]
歌：ケルベロス（久川綾）
作詞：大川七瀬、作曲・編曲：根岸貴幸
5. super duper love love days [5:04]
歌：グミ
作詞：日向めぐみ、作曲・編曲：本間昭光
6. 自転車に乗って [4:18]
歌：月城雪兎（緒方恵美）
作詞：横山武、作曲・編曲：米光亮
7. こっちを向いて [4:28]
歌：李苺鈴（野上ゆかな）
作詞・作曲：chihiro、編曲：岸村正実
8. picnic [3:56]
歌：グミ
作詞・作曲：日向めぐみ、編曲：本間昭光
9. 蒼い記憶 [4:33]
歌：観月歌帆（篠原恵美）
作詞・作曲：chihiro、編曲：岸村正実
10. GET YOUR LOVE [4:12]
歌：木之本桜（丹下桜）・大道寺知世（岩男潤子）・李苺鈴（野上ゆかな）・佐々木利佳（川上とも子）・柳沢奈緒子（本井英美）・三原千春（松本美和）
作詞：沢木真奈、作曲・編曲：根岸貴幸